# Shin: Kamen Rider Prologue
Shin: Kamen Rider Prologue (jap. 真・仮面ライダー 序章(プロローグ) Shin: Kamen Raidā Purorōgu) – japoński film tokusatsu należący do sagi Kamen Rider. Miał swoją premierę 20 lutego 1992 roku.
Film został stworzony na 20-lecie Kamen Ridera i przedstawia zupełnie inną historię niż poprzednie części sagi. Shin jest skierowany do widzów dorosłych, przedstawia dość brutalną i alternatywną wersję zdarzeń. Sam Shōtarō Ishinomori twierdził, że Kamen Rider miał w założeniu wyglądać w ten sam sposób jak Shin. Pojawił się też gościnnie w filmie.

## Opis fabuły
Giichi Onizuka i Daimon Kazamatsuri to dwaj naukowcy, którzy prowadzą badania w celu ochrony ludzi przed chorobami takimi jak rak czy AIDS. Ich eksperymenty polegają na operacjach genetycznych na organizmie ludzkim aby go wzmocnić biologicznie. Do eksperymentu zgłasza się syn jednego z naukowców – motocyklista Shin Kazamatsuri. Ani Shin, ani jego ojciec nie wiedzą, że badania są fundowane przez sektę, która z pomocą zmodyfikowanych ludzi-cyborgów zamierza zdobyć władzę. Mimo to badania nad cyborgami były bardziej lub mnie udane, jednak organizacja nie wiedziała o innych planach Onizuki, które polegały na zmutowaniu ludzkiego DNA z kodem genetycznym koników polnych. Onizuka chciał stać się bogiem nowo powstałej cywilizacji owadzich mutantów, zaś doświadczenia przeprowadzał zarówno na samym sobie, jak i na Shinie.
W międzyczasie, pewna zmutowana istota, która pojawia się w snach Shina dokonuje kilku morderstw. Chłopak myśli, że robi to on sam, jednak z czasem dowiaduje się, że za zabójstwami stoi zmutowany Onizuka, który wykształcił komunikację mentalną z Shinem i uczynił go świadkiem jego złych czynów. Syndykat dowiaduje się o eksperymentach Onizuki i postanawia go zlikwidować. Nie udaje się to im, więc ściągają do pomocy agentkę CIA, która ściga Shina i chce go zabić. Nie zna ona prawdy, zaś Shin drąży w swoim własnym śledztwie cały czas dręcząc swe myśli o głupim doświadczeniu, w którym sam zgodził się wziąć udział. Mutanty zagrażają nie tylko jemu i jego ojcu, ale też jego ukochanej Ai i ich nienarodzonemu dziecku.

## Obsada
- Shin Kazamatsuri: Shin Ishikawa
- Ai Asuka: Yumi Nomura
- Daimon Kazamatsuri: Akira Ishihama
- Giichi Onizuka: Kōki Kataoka
- Takuya Yuuki: Masanobu Takashima
- Iwao Himuro: Daijirō Harada
- Sara Fukumachi: Kiyomi Tsukada
- Gōshima: Reiji Andō